# إيرين كينيدي
إيرين كينيدي (5 أغسطس 1992-) هي مجدفة بريطانية، تلعب ضمن فريق قارب بارالمبي بريطاني مع فريق التجديف البريطاني. هي بطلة العالم ثلاث مرات، وبطلة أوروبا ثلاث مرات، وصاحبة أفضل توقيت عالمي في سباق PR3 للقوارب الرباعية المختلطة.
في عام 2022، تم تشخيص إصابة كينيدي بسرطان الثدي الثلاثي السلبي في سن 29 عامًا واستخدمت منصتها لزيادة الوعي بالكشف المبكر مع الاستمرار في التنافس على بريطانيا العظمى. تنافست في كأس العالم للتجديف 2022 في بلغراد، صربيا، وفازت بالميدالية الذهبية بعد أربعة أيام فقط من تشخيص حالتها وفازت ببطولة أوروبا 2022 في ميونيخ، ألمانيا أثناء العلاج الكيميائي. بعد العلاج، عادت إلى المنافسة الدولية في مايو 2023 واستمرت في الاحتفاظ بلقبها البارالمبي في سبتمبر 2024.
حصلت كينيدي على وسام الإمبراطورية البريطانية لمهارتها في التجديف في قائمة تكريمات العام الجديد 2022، ثم حصلت على وسام الإمبراطورية البريطانية ضمن قائمة الشرف للعام الجديد 2024 لخدماتها في مجال التجديف والتوعية بسرطان الثدي.

## حياتها الشخصية
وُلِدت كينيدي في بليموث ونشأت في وانتاج، أوكسفوردشاير. التحقت بأكاديمية الملك ألفريد ودرست التاريخ واللغة الإنجليزية في كلية بيمبروك، جامعة أكسفورد. كينيدي متزوجة من الرائد سام كينيدي، وتعيش في هينلي أون تيمز. إنها ناشطة في مجال مكافحة سرطان الثدي، وترتبط ارتباطًا وثيقًا بمؤسسة كوبافيل الخيرية، والتي تنسب إليها الفضل في تشخيص حالتها في وقت مبكر.

## حياتها المهنية

### بداية المهنة (2011–2016)
بدأت كينيدي التجديف في كلية بيمبروك، أكسفورد، وفي عامها الثالث في هذه الرياضة، قادت القارب الأزرق في سباق القوارب النسائية عام 2014، وفازت في وقت قياسي وحصلت على القارب الأزرق في هذه العملية. انتقلت كينيدي إلى قيادة نادي Leander في هنلي أون تيمز حيث لا تزال عضوًة فيه حتى الآن.

### دورة ألعاب طوكيو (2017–2021)
مثلت كينيدي بريطانيا العظمى لأول مرة في فئة السيدات 8+ في بطولة أوروبا 2017 في راسيسي، جمهورية التشيك، وحصلت على المركز الرابع. ثم عادت إلى الساحة الدولية في بطولة العالم 2018 في PR3 Mix 4+، وفازت بأول ميدالية ذهبية لها مع طاقم من أوليفر ستانوب ودانييل براون وجريس كلوف وإيلين باتريك.
في عام 2019، حققت كينيدي وطاقمها، المكون من أوليفر ستانوب وإيلين باتريك وجيدري راكاوسكايتي وجيمس فوكس، أفضل وقت عالمي جديد في بطولة العالم للتجديف 2019 في أوتينسهايم، بلغاريا في PR3 Mix 4+ بزمن 6:49.24 بينما حصلت أيضًا على مكان تأهيل لأولمبياد طوكيو 2020. كما حصل الطاقم على الرقم القياسي العالمي لموسوعة غينيس لأسرع صف في PR3 Mix 4+ وتم عرضهم في كتاب غينيس للأرقام القياسية لعام 2021. كانت كينيدي لاحقًا جزءًا من الطاقم الذي حطم أفضل وقت عالمي لها بوقت ثابت جديد قدره 6:47.29 في نهائي كأس العالم للتجديف الثاني لعام 2023 في فاريزي بإيطاليا.
بعد تأجيل دورة الألعاب الأولمبية في طوكيو وجميع السباقات الدولية في عام 2020، فازت كينيدي وطاقمها عام 2019 نفسه ببطولة أوروبا 2021 في فاريزي بإيطاليا. في عام 2021، فازت كينيدي مع أوليفر ستانوب وإيلين باتريك وجيدري راكاوسكايتي وجيمس فوكس بدورة الألعاب البارالمبية، مما جعل فريقها يحقق الفوز لمدة 11 عامًا.

### دورة ألعاب باريس (2022–2024)
عادت كينيدي إلى المنافسة الدولية في مايو 2022، وفازت بكأس العالم للتجديف الأولى في بلغراد، صربيا مع طاقم جديد مكون من أوليفر ستانوب، وإدوارد فولر، وجيدري راكاوسكايتي، وفرانشيسكا ألين. كانت هذه الميدالية الذهبية هي الميدالية الأخيرة للاتحاد الدولي للسباحة التي لم تفز بها كينيدي من قبل. في وقت لاحق، كشفت أنها سافرت جواً للتنافس في اليوم التالي لتشخيص إصابتها بسرطان الثدي، وفازت بالميدالية الذهبية بعد أربعة أيام فقط.
واصلت كينيدي المنافسة مع نفس الطاقم للتنافس في بطولة أوروبا 2022 في ميونيخ بألمانيا وفازت بلقبها الأوروبي الثاني أثناء العلاج الكيميائي. كشفت لقناة بي بي سي أنها ستأخذ استراحة من الرياضة للتركيز على صحتها.
في عام 2023، عادت كينيدي إلى المنافسة الدولية بعد عام واحد بالضبط من تشخيص إصابتها بسرطان الثدي. مع طاقم جديد مكون من إدوارد فولر ومورجان فيس نويس وجيدري راكاوسكايتي وفرانشيسكا ألين، فازت ببطولة أوروبا 2023 في بليد، سلوفينيا. مع نفس الطاقم، تم تسجيل أفضل وقت عالمي جديد وهو 6:47.29 في نهائي كأس العالم للتجديف الثانية 2023 في فاريزي بإيطاليا.
واصل الطاقم الفوز ببطولة العالم 2023 في بلغراد، صربيا وتأهل القارب لدورة الألعاب الأولمبية في باريس 2024. ساهم الطاقم في مساعدة بريطانيا العظمى على تصدر جدول الميداليات والبقاء على رأس القائمة لمدة 13 عامًا دون هزيمة. في عام 2024، كان هناك إضافة جديدة إلى الطاقم وهي جوش أوبراين وحقق الطاقم استعدادًا ناجحًا لباريس، حيث فازوا بالميدالية الذهبية في بطولة أوروبا في سيجد، المجر وفازوا أيضًا بالميدالية الذهبية في كأس العالم للتجديف الثالثة 2024 في بوزنان، بولندا.
حققت بريطانيا العظمى أفضل زمن عالمي جديد في السباق، حيث سجلت 06:43.68 وحجزت مكانها في النهائي أ. في 1 سبتمبر 2024، فاز فريق كينيدي، الذي ضم إدوارد فولر وجوش أوبراين وجيدري راكاوسكايتي وفرانشيسكا ألين، بدورة الألعاب البارالمبية ممثلاً لبريطانيا العظمى، متقدماً على الولايات المتحدة في المركز الثاني وفرنسا في المركز الثالث.

## الجوائز
- عُينت عضوًا في وسام الإمبراطورية البريطانية (MBE) في تكريمات العام الجديد 2021 لمهارتها في التجديف.[32]

- نالت وسام ضابط الإمبراطورية البريطانية (OBE) في حفل تكريمات العام الجديد 2024 لمهارتها في مجال التجديف والتوعية بسرطان الثدي.[33]